# 隠岐汽船
隠岐汽船株式会社（おききせん、Oki Kisen Co., Ltd.）は、島根県の海運会社。日本海にある隠岐諸島と本土の間にカーフェリーおよび高速船航路を運営している。本社は隠岐郡隠岐の島町。

## 概要
隠岐と本土の間の往来は明治中期まで帆掛け舟に頼っていたが、航海が天候に左右され荒天による遭難も後を絶たないことから1883年4月、西ノ島町の焼火神社の神官で隠岐島議会の議員を務めていた松浦斌が、蒸気船の購入を議会に提案した。しかし同時期に航路開設を計画した個人企業が相次いで事業に失敗していたこともあり、高額な蒸気船の導入に他の議員は反対の姿勢を示し、事業が競合する廻船業者は猛烈に反対、イカ漁の邪魔になるとして漁師からも反発を受けた。
島内で孤立無援となった斌だったが、当時の郡長だった高島士駿の協力を得て1884年4月、高島が代表となり蒸気船の購入を議会で発議した。他の議員からは再び激しく反対されたが、斌が購入費用の半額を拠出、議会と折半する条件を提示して合意を得た。斌は先祖代々所有する焼火山の山林のスギおよびマツ約1万9,000本を伐採、売却して購入資金に当て、大阪商船からイギリス製の木造蒸気船速凌丸（132総トン）を1万6,000円で購入、隠岐丸と改名して、1884年末に隠岐へ回航した。
1885年、菱浦 - 浦郷 - 境港間で運航を開始したが当初は年間約30航海の運航に留まり、利用者は伸び悩み低迷した。1890年1月に斌が病没し、隠岐島四郡連合会により運航は継続された。1895年、航路維持のため島民の出資により、隠岐汽船株式会社が設立された。最大の株主だった中ノ島海士村の渡辺新太郎が初代社長に就任、中ノ島菱浦に本社が置かれた。
その後、舞鶴航路が開設され阪鶴鉄道と連絡したのを皮切りに新規航路の開設が順次進められ、最盛期には網代港、津居山港、敦賀港、温泉津港、浜田港、下関港へ就航した。1933年4月には松江港の築港に合わせて境港から松江港まで航路を延長、第一隠岐丸と第二隠岐丸が交互に毎日運航された。なお、1910年から1917年まで短期間ながら朝鮮半島への北韓航路が開設され国際航路を運航した。
1949年、海上運送法の施行により「一般旅客定期航路事業」の許可を受けた。1970年代には航路のフェリー化が進められた。1972年にフェリー化第一船となるくにがが就航、大型化した第二船フェリーおき (初代)、第三船フェリーおきじの就航により、1980年にはカーフェリー3隻による運航となった。また、高速船の就航による所要時間短縮も進められた。隠岐 - 本土間の航海時間は1984年、初の高速旅客船「マリンスター」の就航により約100分、1993年の超高速旅客船「レインボー」の就航により約60分となり、大幅に短縮された。
1995年、創立100周年を迎えたが離島の人口減、観光客の減少により経営が悪化により2002年以降は赤字となり、燃料費高騰の影響も受け2005年には実質的に債務超過となる危機的状況に陥った。2006年に経営再生計画を策定、経費削減および運賃の値上げ、減船と寄港地の集約など収支改善のための対策を行い、島根県および隠岐広域連合の支援を受けて経営再建に取り組んでいる。

## 航路
七類港 - 西郷港 - 別府港の間は国道485号の海上区間に指定されている。各船がそれぞれ本土と隠岐を1日1往復するダイヤが組まれている。
フェリー
- 西郷港 - 菱浦港 - 別府港 - 来居港 - 境港 - 別府港 - 西郷港 （フェリーしらしま）
- 七類港 - 来居港 - 別府港 - 菱浦港 - 西郷港 - 菱浦港 - 別府港 - 七類港 （フェリーくにが）
- 七類港 - 西郷港 - 菱浦港 - 別府港 - 西郷港 - 七類港 （フェリーおき）

ドック期間中はフェリーくにがが、フェリーおき、フェリーしらしまの時刻で運航される。
高速船
- 1 別府港 - 菱浦港 - 西郷港 - 境港 - 西郷港 - 別府港 - 七類港 - 西郷港 - 菱浦港 - 別府港 （レインボージェット）
- 2 別府港 - 菱浦港 - 西郷港 - 七類港 - 西郷港 - 菱浦港 - 別府港(レインボージェット)

12月下旬から2月中旬までドック期間中は冬期運休となる。2月中旬から4月上旬、11月から12月下旬は2のダイヤとなる。

### 営業所
島後島（隠岐の島町）
- 西郷港 - 西郷営業所（島根県隠岐郡隠岐の島町中町目貫の四61番地 北緯36度12分14.4秒 東経133度20分7.1秒）

西ノ島（西ノ島町）
- 別府港 - 西ノ島営業所（島根県隠岐郡西ノ島町美田八幡の前4386番地3 北緯36度6分17.8秒 東経133度0分28.4秒）

中ノ島（海士町）
- 菱浦港 - 海士営業所（島根県隠岐郡海士町福井1465番地5 北緯36度6分4.4秒 東経133度4分41.2秒）

知夫里島（知夫村）
- 来居港 - 来居扱店（業務委託）（島根県隠岐郡知夫村1730番地6 北緯36度0分53.3秒 東経133度2分33.1秒）

本土
- 七類港 - 七類営業所・七類貨物センター（島根県松江市美保関町七類3246番地1 北緯35度34分15.7秒 東経133度13分37.6秒）
- 境港 - 境港旅客営業所（鳥取県境港市大正町215番地 北緯35度32分43.3秒 東経133度13分22秒）

## 船舶

### 運航中の船舶
現在運航中のフェリーはいずれも三菱重工業下関造船所で建造された。

#### フェリー

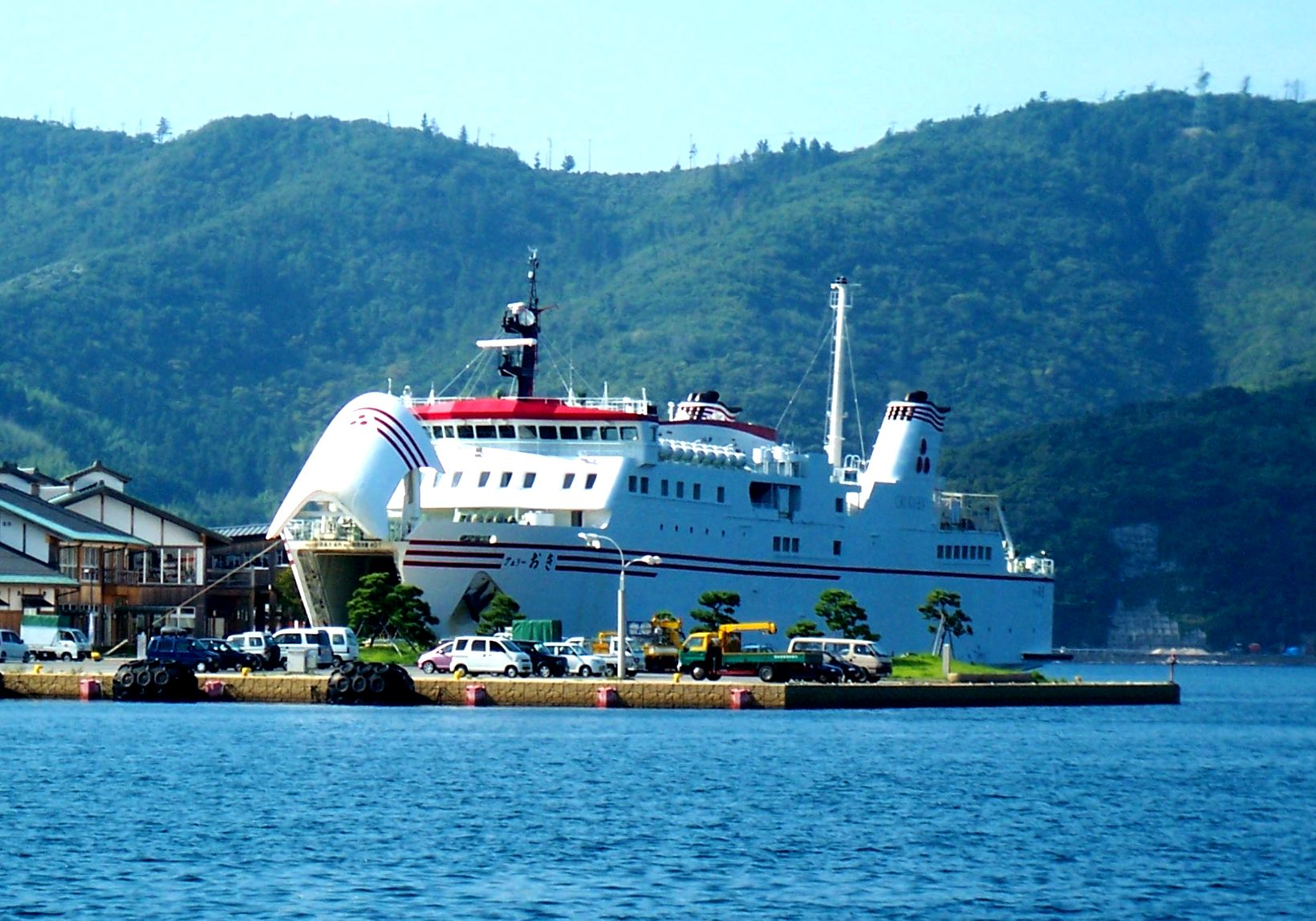
フェリーおき（2代）

フェリーしらしま
1995年（平成7年）3月就航
総トン数2,343.0トン、全長99.50m、幅16.00m
鬼太郎フェリーとなっており、水木しげると同じく隻腕ながら、西ノ島町で看板業を営み商工会会長を務める今咲克己により、船体側面にゲゲゲの鬼太郎のキャラクターのイラストが描かれている。
フェリーくにが（2代目）
1999年（平成11年）4月就航
総トン数2,375.00トン、全長99.50m、幅16.00m　
フェリーおき（2代目）
2004年（平成16年）4月就航
総トン数2,366.00トン、全長99.50m、幅16.00m
経営不振に陥った隠岐汽船の経営再生計画に基づき、隠岐郡の4町村で構成する隠岐広域連合が買い取り、2007年4月1日から隠岐汽船を指定管理者として無償で委託し運航している。

#### 高速船

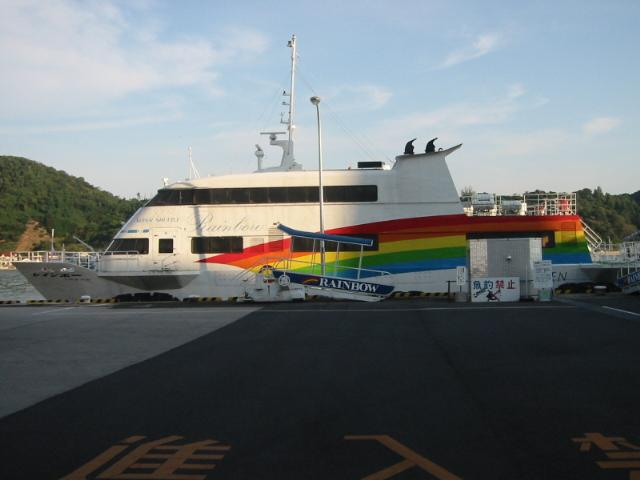
レインボー

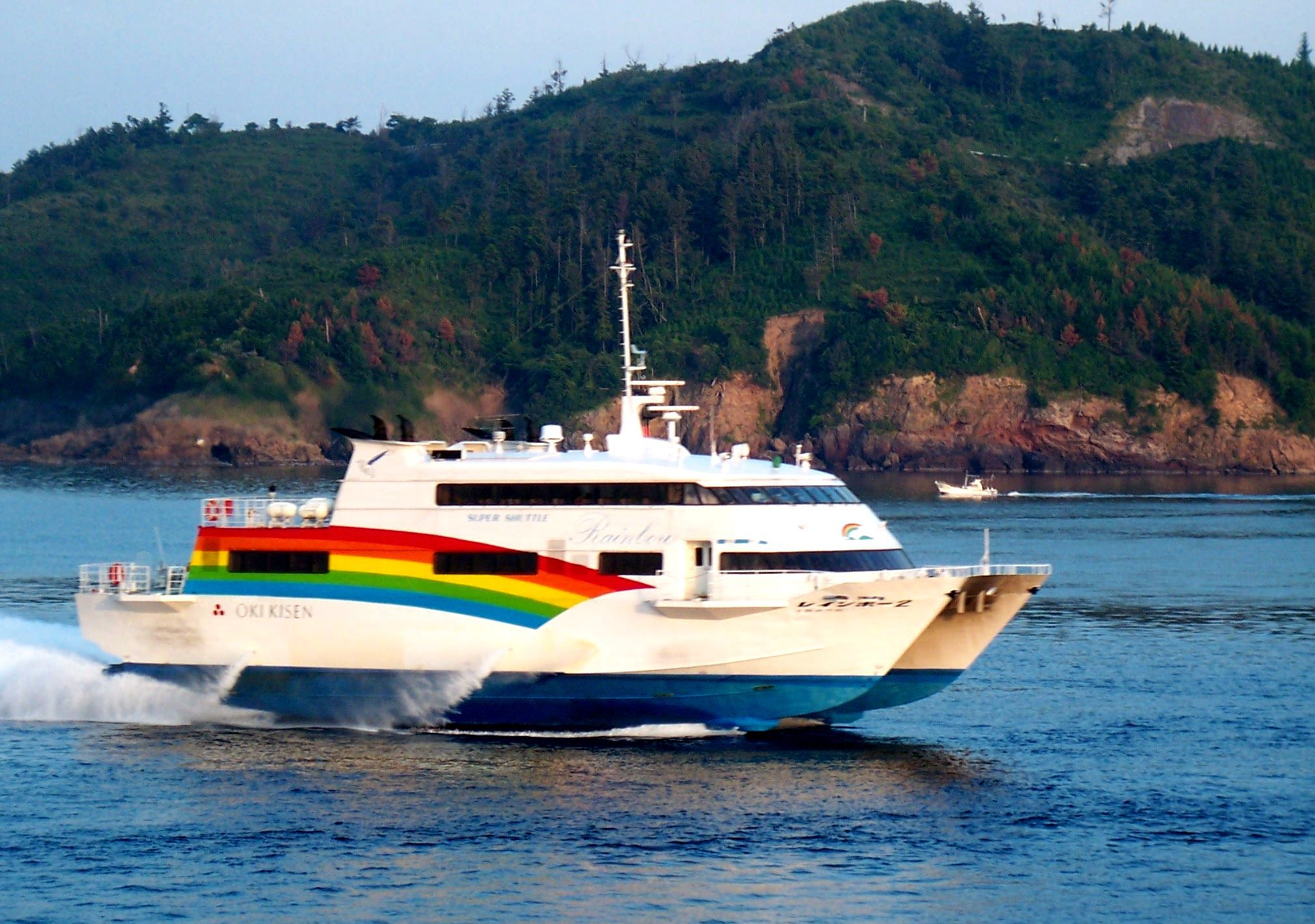
レインボー2

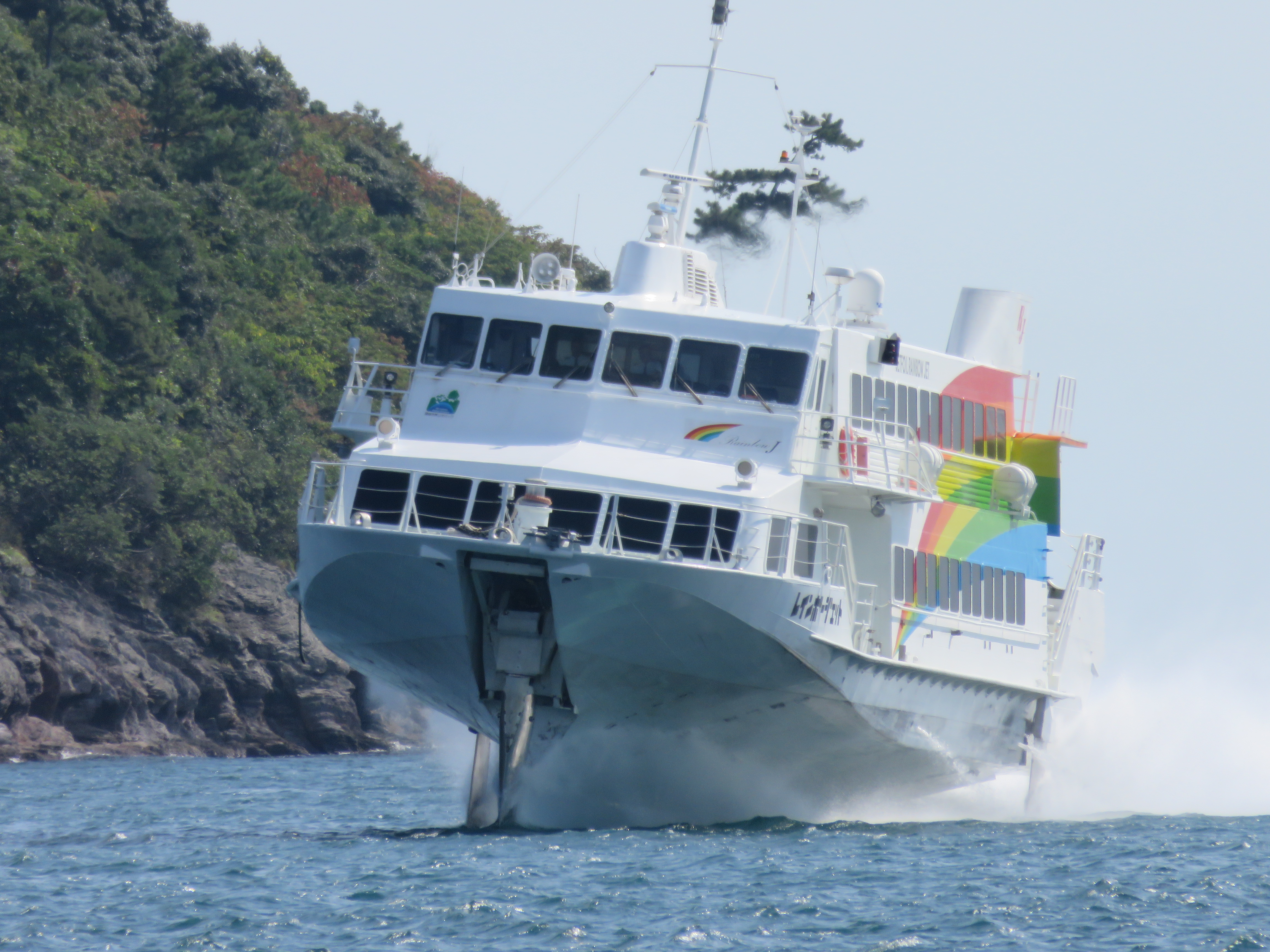
レインボージェット
2014年（平成26年）3月1日就航
総トン数173トン、全長（翼アップ時）30.33m、（翼ダウン時）27.36m、全幅（型幅）8.53m、（最大幅）9.14m、定員256人、全席禁煙
隠岐広域連合が老朽化したレインボー2に代わる高速旅客船として中古のジェットフォイル「トッピー5」(元種子屋久高速船)を購入し、川崎重工業船舶海洋カンパニー神戸工場で改造された。就航時から隠岐汽船を指定管理者として運航を委託している。

### 過去に運航していた船舶

#### 貨客船
- 隠岐丸
- 第二隠岐丸
- おきじ丸
- しまじ丸

#### フェリー
- くにが
- フェリーおき (初代)

1976年5月31日竣工、臼杵鉄工所建造、船舶整備公団共有船、七類 -西郷航路に就航
2,104総トン、683重量トン、全長85.9m、垂線間長78.0m、幅15.0m、深さ5.6m、満載喫水4.3m、ダイハツディーゼル 6DSM-32（L） 4基2軸、連続最大出力8,400馬力、最高速力19.6ノット、航海速力18.0ノット、旅客定員928名、大型トラック17台、乗用車17台
- フェリーおきじ

現在はモレタの船会社（モレタ シッピング ラインズ）に売却
- フェリーくにが (初代)[8]

1987年3月25日竣工、林兼造船長崎造船所建造。
2,939総トン、旅客定員750名、積載車両数：8トントラック5台・乗用車25台または乗用車のみ50台。
引退後は台湾の船会社に売却--合富快輪。

#### 高速船
- マリンスター

1993年4月のレインボー就航により香港の船会社に売却
- レインボー

1993年4月就航、水中翼船（スーパーシャトル400）。三菱重工業下関造船所（山口県下関市）・高砂製作所（兵庫県高砂市）建造。
先代の高速船「マリンスター」に代わって就航した、隠岐汽船では初めてのウォータージェット推進の旅客船。
純国産の双頭浮上式ウォータージェット（2機）を搭載。ボーイング・川崎重工業製の水中翼船（ジェットフォイル）のガスタービン駆動に対して、静音性と燃費で有利なディーゼルターボエンジン（1軸2機エンジン）駆動である。建造当時、ディーゼルエンジン搭載の同クラスの営業旅客船では世界最高速であった。2006年5月と6月に何らかの物体（鯨の可能性が高いとされるが不明）と衝突した際に廃船も検討されたが、2ヶ月強の修理を行い復活。あわせてリフレッシュと延命工事も行われたようだが、隠岐汽船が経営危機に見舞われたことにより2006年12月15日の高速船秋冬ダイヤ運航終了と同時に休船状態に。2007年4月、日本国外（韓国）売却。
- レインボー2

1998年7月就航、総トン数304.00トン、全長33.43m、幅13.00m、全席禁煙
2013年11月30日に退役。